# 1984年冬季残疾人奥林匹克运动会西德代表团
1984年冬季残疾人奥林匹克运动会西德代表团是西德派出的1984年冬季残疾人奥林匹克运动会代表团。获得10枚金牌、14枚银牌和10枚铜牌。